# Savva Mamontov
Savva Ivanovič Mamontov (rusky Савва Иванович Мамонтов; * 3.jul./ 15. října 1841greg., Jalutorovsk, Tobolská gubernie) byl ruský průmyslník, podnikatel a mecenáš. Jde o jednoho z nejslavnějších ruských podnikatelů konce 19. století. Díky svým aktivitám byl známý pod přídomkem „Velkolepý“ nebo také „Moskevský Mediči“ (Lorenzo I. Medicejský).
Mamontov byl iniciátorem založení Soukromé ruské opery, podílel se na financování, vytvoření estetické koncepce a úpravě divadelních představení, které tvořili členové Mamontovského kroužku. Od roku 1899 financoval časopis „Mir iskusstva“.

## Podnikatelská činnost
Narodil se v sibiřském městě Jalutovsk do bohaté kupecké rodiny a zároveň slavného rodů starověrců. Jeho otec (Ivan Fjodorovič Mamontov) se věnoval stavbě železnic a byl ředitelem Moskevsko-Jaroslavských železnic. V osmi letech se rodina Mamontových přestěhovala do Moskvy. V roce 1855 nastoupil do Patrohradského hornického institutu (1854–1855).
Ve svých 19 letech (v roce 1860) nastupuje na právnickou fakultu Moskevské státní univerzity. Svůj čas však nevěnuje studiu zákonů, ale moskevskému divadlu. Mladý Mamontov se úspěšně hlásí do dramatického kroužku. V té době komunikuje s otcem jen prostřednictvím dopisů a s rodinou se téměř nevídá. Přes to všechno ví, že takový stav nemůže trvat dlouho a není v jeho silách dlouho svému otci odporovat. V jednom z dopisů píše Ivan Mamontov svému synu následující:
Nepotřebuji herce, ale právníka, kterému mohu svěřit povinnosti. Zlenivěl si, přestal ses učit a začal se oddávat prázdným potěšením hlavního města.

Bez ohledu na konflikt s otcem debutuje v roce 1862 v divadelním představení „Groza“ v roli Kudrjaši. Na premiéře v přední řadě sedí i otec Savvy. I když mělo představení úspěch, Ivan Mamontov s kariérou divadelního herce nesouhlasí.
Následně jej otec vyslal na stáž do Baku.
V roce 1864 odjel do Itálie (konkrétně do Lombardie), kde se chtěl blíže obeznámit s obchodem s hedvábím. V milánském divadle následně získává angažmá a seznamuje se svou budoucí manželkou Jelizavětou Sapožnikova, dcerou moskevského kupce a obchodníka s hedvábím Grigorije Sapožnikova. Jako svatební dar dostává Savva a Jelizavěta vilu v Moskvě.
Po smrti otce v roce 1869 Savvo Mamontov převzal rodinný obchod a se stal ředitelem Moskevsko-Jaroslavských železnic.
Financoval stavbu dvou železničních tratí: Doněckou uhelnou železnici (1882) a Moskevsko-Jaroslavsko-Archangelskou železnici (1898). Založil Mytiščinský vagonový závod (1897).

## Kulturní mecenáš

### Abramcevo
V roce 1870 koupil od rodiny spisovatele Aksanova za 15 000 rublů usedlost Abramcevo, která se nachází blízko stanice Choťkovo Moskevsko-Jaroslavské železnice. V roce 1872 v moskevské usedlosti umělci vytvořili z iniciativy Mamontova „Mamontovský kroužek“, jehož členy byli umělec a architekt Viktor Gartman, sochař Mark Antokolskij, znalec umění Adrian Prachov, umělci Isaak Iljič Levitan, Nikolaj Nevrev, Ilja Repin, Apollinarij Vasněcov, Viktor Vasněcov, Michail Vrubel, Valentin Alexandrovič Serov, Vasilij Polenov, Konstantin Korovin. Mnohým umělcům Mamontov poskytoval finanční podporu. V letech 1870—1890 bylo Abramcevo centrem uměleckého života v Rusku.

### Moskevská soukromá ruská opera
Na počátku 80. let 19. století začal přemýšlet nad velkými divadelními inscenacemi. Savva Mamontov byl první, kdo se rozhodl rozbít státní monopol v oblasti divadla poté, co 24. března 1885 Alexandr III zákonem umožnil zakládání soukromých divadel v hlavních městech. V roce 1885 se tak rozhodl založil Moskevskou soukromou ruskou operu, která zaujímala důležitou roli v rozvoji umění v Rusku. Savvo Mamontov nechtěl založit jen další operu, ale vytvořit něco absolutně nového. Zpočátku se zaměřovala na propagaci děl italských a ruských autorů. Velmi rychle však přišla změna a opera se začala soustředit výhradně na ruské autory, mezi které patřil Modest Petrovič Musorgskij, Nikolaj Andrejevič Rimskij-Korsakov, Petr Iljič Čajkovskij, Alexandr Sergejevič Dargomyžskij.
Přeložil do ruštiny libretta řady oper, např. Bohéma Giacoma Pucciniho, Perníková chaloupka Engelbertа Humperdinckа.

## Proces a smrt
V září 1899 byl obviněn z nelegálního nakládání s penězi Moskevsko-Jaroslavských drah a následně uvězněn. Po 5 měsících v cele Savva Mamontov onemocněn tuberkulózou a kvůli požadavkům ze strany společnosti i lékařů byl propuštěn do domácího vězení. Dne 23. června začalo v Moskvě soudní líčení. Mezi obviněnými nebyl jen Savva Mamontov, ale i jeho synové – Sergej a Vselovod а bratr Nikolaj. I když byl 30. června shledán nevinným a propuštěn, všechny drážní akcie, které vlastnil, připadly státu a soukromým osobám. Kromě peněz Mamontov přišel i o reputaci, a proto už nebyl schopen pokračovat v podnikatelské činnosti.
Zbytek svého života (skoro 20 let) strávil v Moskvě.
Savva Mamontov zemřel v březnu 1918.

## Děti
Měl celkem 5 dětí. Savva Mamontov nevybíral jména svých dětí podle církevního kalendáře jak bylo zvykem, ale záměrně. Sergej, Andrej, Vselovod, Věra a Aleksandra tvoří slovo „savva“.
- Sergej Savvič Mamontov (1867–1915) byl novinář, kritik a dramaturg. Jeho divadelní hry se hrály v řadě moskevských divadel. Jeho díla byla publikována v časopisech Russkoje slovo a Russkije vědomosti. V letech 1895 až 1899 by členem komise Moskevsko-Jaroslavko-Archangelské železnice a byl souzen spolu s otcem. Dne 3. července 1900 byl shledán nevinným. Umřel 3. srpna 1915 na frontě v Tarnopoli.

- Andrej Savvič Mamontov (1869–1891) se podílel na malbách ve Vladimirovském chrámu v Kyjevě. Zanechal po sobě mnoho kreseb. Viktor Vasněcov jej použil jako předlohu při kresbě obrazu Bohatýři. Umřel 7. července 1891 na nachlazení. Je pohřben v kostele v Abramcevu.

- Vsevolod Mamontov (1870–1951) byl v letech 1896 až 1899 členem vedení Moskevsko-Jaroslavsko-Archangelských železnic a spolu se svým otcem byl souzen. Od roku 1948 pracoval v muzeu Abramcevo jako průvodce. Psal paměti o umělcích abramcevského kroužku a Mamontově soukromé opeře. Je pochován na Vagankovském hřbitově v Moskvě.

- Věra Mamontova (1875–1907) byla předlohou obrazu Valentina Serova „Dívka s broskvemi“. Je pohřbena v Abramcevu.

- Alexandra Mamontova (1878–1952) založila po smrti svého otce muzeum v Abramcevu.

## Zajímavost
- mezi Moskvou a Jaroslavlí byl v provozu vlak pod názvem „Savva Mamontov“